# Бетел (Орегон)
Бетел (англ. Bethel) — невключённая территория, расположенная в округе Полк штата Орегон, США. Находится у подножия холмов Эола в Сливовой долине. Считается покинутым населённым пунктом, так как единственным оставшимся зданием является школа, которая сейчас служит церковью. Бетел (или Вефиль) был назван преподобным Гленом О. Бернеттом по Церкви Христа в Миссури, где он служил пастором. Вефиль — это общее название для церквей по главному городу Древнего Израиля, означающее «дом бога». После путешествия со своей семьёй по Орегонской тропе Бернетт обосновался на этом месте в 1846 году. Позже Бернетт ездил по окрестностям, проповедуя в близлежащих общинах, включая Рикролл.

## История
Другой поселенец, доктор Натаниэль Хадсон, приехал в этот район в 1851 году и основал школу, Бетелскую академию, в 1852 году. Когда в 1854 году Хадсон переехал на новое место в Далласе школа закрылась. В 1855 году была организована новая школа под названием Институт Бетела, а в 1856 году Законодательное собрание штата Орегон официально объявило институт одним из первых колледжей в штате, который впоследствии был переименован в Бетелский колледж. Пионер Джесси Эпплгейт из Миссури, который был другом Бернетта, был в попечительском совете колледжа. Вскоре, однако, в Бетелском колледже возникли финансовые трудности, и в 1861 году он объединился с Монмутским колледжем, принадлежавшим тому же религиозному движению Ученики Христа. Впоследствии Монмутский колледж стал известен как Университет Западного Орегона. Здание колледжа в Бетеле было в конечном итоге демонтировано.
Первый магазин в Бетеле был построен в 1855 году, а почтовое отделение — в 1865 году. В городе были кузнечная и столярная мастерские. Бетелское почтовое отделение работало с 1865 по 1880 год. Город располагался на пути между Амити и Монмутом, но когда в этом районе была построена новая узкоколейная железнодорожная линия через Амити, Даллас и Индепенденс, она обошла Бетел и вместо этого была проложена через Маккой, что привело к упадку Бетела.
В октябре 2013 года сгорела бывшая аудитория школы, которая была отремонтирована двумя месяцами ранее и стала чартерной школой Эола-Хиллс. Осталось только здание церкви.

## Сельское хозяйство и виноделие
Сейчас Бетел входит в американский винодельческий регион Eola-Amity Hills AVA с большим количеством виноградников и виноделен, включая винодельню Бетел-Хайтс.
Сливовая долина в окрестностях Бетела: